# Amel Grami
Amel Grami (arabe : آمال قرامي), née en 1962, est une universitaire et islamologue tunisienne spécialiste en civilisation, genre et droits des femmes. 

## Biographie
Amel Grami effectue ses études à l'université de Tunis. En 1986, elle obtient une maîtrise en littérature de langue arabe puis termine, en 1993, son doctorat sur la question de l'apostasie dans la pensée islamique.
Depuis 1993, elle est maîtresse de conférences à la faculté des lettres, arts et humanités de l'université de La Manouba, où elle enseigne l'islamologie, les religions comparées et l'histoire des femmes. Ses recherches concernent l'islamologie, le dialogue interreligieux, les études de genre et les droits de l'homme. Partisane d'un islam libéral et progressiste, elle affirme notamment, que dans le Coran, il n'y a aucune sentence condamnant l'homosexualité. En 2004, elle obtient un doctorat d'État avec une étude intitulée Le phénomène de la différence dans la civilisation islamique : causes et significations. Elle est également membre du Groupe de recherches islamo-chrétien depuis 1998 et du Groupe de recherches Femmes-Méditerranée depuis 2005.
Professeur depuis 2011, elle est membre du Groupe de recherche sur l'analyse du discours religieux, du comité de rédaction du journal Al Maghreb ainsi que de plusieurs jurys académiques en Tunisie et au Liban.
En janvier 2016, alors qu'elle se rend à la Bibliotheca Alexandrina pour donner une conférence sur les stratégies des recherches sur le terrorisme, elle se voit refusée d'entrer en Égypte. La police lui signifie qu'elle est en détention et elle est longuement interrogée avant de pouvoir entrer dans le pays,.

## Distinctions
En août 2016, elle est décorée des insignes d'officier de l'Ordre de la République tunisienne.

## Publications
Ouvrages
- (ar) Amel Grami, قضية الردة في الفكر الإسلامي الحديث [« La question de l'apostasie dans la pensée islamique moderne »], Tunis, Sud Éditions,‎ 1996
- (ar) Amel Grami, حرية المعتقد في الإسلام [« La liberté de conscience en islam »], Casablanca, Le Fennec,‎ 1997
- (ar) Amel Grami, الإسلام الآسيوي [« L'islam asiatique »], Beyrouth, Dar al-Tali'a,‎ 2008[7]
- (ar) Amel Grami, الاختلاف في الثقافة العربية الإسلامية : دراسة جندرية [« La différence dans la culture arabo-islamique : une étude de genre »], Beyrouth, Dar Al-Madar Al-Islami,‎ 2009[8]
- (ar) Amel Grami et Monia Arfaaoui, النساء و الإرهاب : دراسة جندرية [« Les femmes et le terrorisme : études de genre »], Tunis, Masciliana,‎ 2017[9]
- Amel Grami, L'apostasie dans la pensée islamique moderne, Tunis, Nirvana, 2018[10]
- (ar) Collectif, و لهن الكلمة [« Elles prennent la parole »], Tunis, Sahar,‎ 2012[11]
- (ar) Collectif, النساء و المعرفة و السلطة [« Les femmes, le savoir et le pouvoir »], Tunis, Masciliana,‎ 2019

Autres
- Amel Grami, « L'interdiction du mariage de la musulmane avec le non-musulman », sur gric-international.org, 22 mars 2008 (consulté le 18 décembre 2016)
- (en) Amel Grami, « Gender equality in Tunisia », British Journal of Middle Eastern Studies, vol. 35, no 3,‎ 2008, p. 349-361 (DOI 10.1080/13530190802525148)
- (es) Amel Grami, « Los derechos humanos de las mujeres en los países árabes después de las revoluciones », Debats, no 117,‎ 2012, p. 61-69 (ISSN 0212-0585)
- (en) Amel Grami, « The debate on religion, law and gender in post-revolution Tunisia », Philosophy & Social Criticism, vol. 40, nos 4-5,‎ avril 2014, p. 391-400 (DOI 10.1177/0191453714526405)